# Kristy, Are You Doing Okay?
Kristy, Are You Doing Okay? — песня американской панк-рок группы The Offspring. Песня является седьмым треком с восьмого студийного альбома группы Rise and Fall, Rage and Grace и четвёртым синглом с него.

## Смысл
Песня была написана о девочке, которую Декстер Холланд, вокалист группы, знал в детстве. Она была подвергнута сексуальному изнасилованию, и все её соседи (включая самого Холланда) знали об этом, но ничего с этим не сделали. Холланд написал эту песню как извинение перед ней.

## Клип
Клип на песню был снят Лексом Халаби. Впервые видео было показано публике 2 февраля 2009 года.
Видео описывает девочку-подростка (Натали Дрейфусс), которая непрерывно пишет в своём дневнике об изнасиловании. Её одноклассник (Холланд в детстве) подозревает, что с ней что-то не так. В конце видео, переглянувшись с Холландом, девочка уходит, оставив свой дневник на школьной трибуне. Помимо основной части видео, в нём также присутствуют сцены игры Холланда на акустической гитаре.

## Чарты
| Чарт (2008)                         | Высшая позиция |
| ----------------------------------- | -------------- |
| США (Billboard Pop Airplay)         | 38             |
| США (Billboard Mainstream Rock)     | 39             |
| США (Billboard Alternative Airplay) | 7              |
| Hot 100 Airplay (Billboard)         | 33             |

## Участники записи
- Декстер Холланд — вокал, ритм-гитара
- Нудлз — соло-гитара, бэк-вокал
- Грег К. — бас-гитара, бэк-вокал
- Джош Фриз — ударные